# Exultavit cor nostrum (Pius IX.)
Exultavit cor nostrum ist eine Enzyklika (21. November 1851) von Papst Pius IX., mit der er damals auf das, zum 25. Dezember 1851, bald beginnende außerordentliche Heiligen Jahr und die zu erwartenden Auswirkungen dieses Jubeljahres einging (Anmerkung: Das Heilige Jahr wurde zwar bekannt gegeben, aber nicht offiziell in Rom eröffnet). Er brachte seinen Dank an alle Mitbrüder, in deren Diözesen das Jubeljahr stellvertretend abgehalten wurde, zum Ausdruck und lobte die Treue zu Gott, da diese Zeiten sehr schwierig seien hob er das gemeinsam Erlebte hervor. Es war dem Papst wichtig zu erklären, dass diese Zeit des Trostes und der Freude den Geist und Glauben gestärkt habe. Aber, so konstatierte er, lägen Freude und Trauer eng beisammen, denn die gesellschaftlichen Entwicklungen, die Unruhen und der „wilde Krieg gegen alles Katholische“ hätte nicht nachgelassen. Er rief deshalb auf, die öffentlichen Gebete fortzusetzen und mit vollem Eifer in religiöser Hingabe und Frömmigkeit um Gnade zu bitten.
In der mit gleichem Datum veröffentlichten Enzyklika Ex aliis nostris legte er die Normen und Ablassregeln fest.